# Pseudoplatylabus violentus

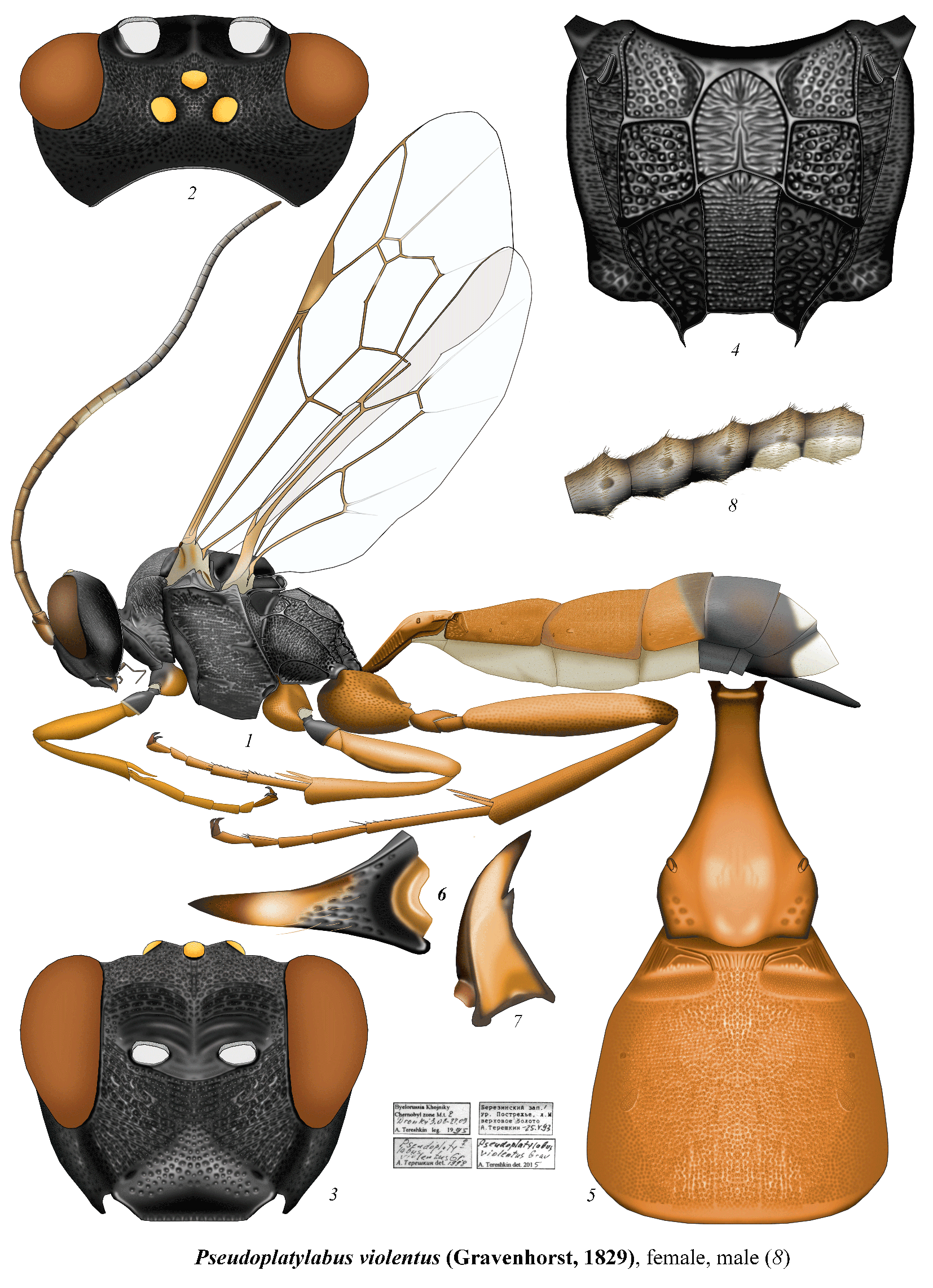
Detailskizzen

Pseudoplatylabus violentus ist eine Schlupfwespe aus der Tribus Joppocryptini innerhalb der Unterfamilie der Ichneumoninae. Die Art wurde von dem deutschen Entomologen Carl Gravenhorst im Jahr 1829 als Ichneumon violentus erstbeschrieben.

## Taxonomie
Pseudoplatylabus violentus ist eine von drei europäischen Arten der Gattung Pseudoplatylabus. Die Gattung gehört zur Tribus Joppocryptini, die mit wenigen Ausnahmen nur in den Tropen vorkommt.

## Merkmale
Die Weibchen sind 8,5–9,5 mm lang. Kopf und Mesosoma sind schwarz. Die Tergite 1–4 sind rot. Das 4. Tergit ist apikal oft etwas verdunkelt. Die Tergite 5–7 sind schwarz. Das 6. Tergit ist apikal breit weißlich gerandet. Das 7. Tergit ist auf der Dorsalseite fast vollständig weißlich gefärbt. Am Hinterleibsende ragt der Ovipositor (Legestachel) ein kurzes Stück hervor. Die Coxae und Trochanteren sind schwarz, die Coxae können manchmal rötlich ausfallen. Die Beine sind überwiegend rot gefärbt. Die hinteren Femora sind oft apikal verdunkelt. Die hinteren Tibien sind häufig basal und apikal schmal verdunkelt. Die Klauenglieder sind gewöhnlich verdunkelt. Die Fühler weisen 32–33 Geißelglieder auf. Die basalen Fühlerglieder sind rötlich, die Glieder 8/9–11 weisen weißliche Streifen auf. Das Pterostigma der Vorderflügel ist braun gefärbt, dessen basaler Teil gewöhnlich aufgehellt.
Die überwiegend schwarz gefärbten Männchen besitzen eine Körperlänge von etwa 10 mm. Ihre Fühlergeißel besteht aus 30–32 Gliedern. Die Fühler sind auf der Unterseite rötlich gefärbt. Die Geißelglieder 12/13–14/15 weisen oft weißliche Streifen auf. Ihre Fühlergeißel besteht aus 30–32 Gliedern. Der apikale Teil des Postpetiolus sowie die Tergite 2 und 3 sind rot. Das 7. Tergit besitzt einen großen weißlichen Apikalfleck. Ihre Fühlergeißel besteht aus 30–32 Gliedern. Die Parameren sind weißlich. Coxen und Trochanteren sind schwarz. Die hinteren Trochanteren sind in manchen Fällen auch rot. Die vorderen und mittleren Femora sind zentral, die hinteren Femora apikal verdunkelt. Die hinteren Tibien sowie die Tarsen sind verdunkelt. Die Segmente 3 und 4 der hinteren Tarsen sind oft gelblich-weiß gefärbt. Die hinteren Tarsen sind manchmal vollständig schwarz. Das Pterostigma ist gelbbraun bis braun gefärbt.

## Verbreitung
Pseudoplatylabus violentus besitzt eine holarktische Verbreitung. In Europa kommt die Art hauptsächlich in Mitteleuropa vor. Sie fehlt offenbar auf den Britischen Inseln. Im Fernen Osten (Primorje) wurde die Art nachgewiesen. In Nordamerika ist sie ebenfalls vertreten.

## Lebensweise
Die Schlupfwespen fliegen von April bis Oktober. Pseudoplatylabus violentus ist ein solitärer koinobionter Endoparasitoid von Schmetterlingsraupen. Als Wirtsart ist der Kaisermantel (Argynnis paphia) bekannt. Dessen Raupen erscheinen im Herbst und überwintern.